# 金华市公安局安康医院
金华市公安局安康医院隶属于金华市公安局，位于浙江省金华市婺城区新狮街道十里牌楼村。该医院是一所安康医院，是对危害社会治安的精神病人依法进行强制医疗的专门机构。同时，该医院还负责强制隔离戒毒工作。

## 简介
该医院建立于1980年，当时主要负责收治金华市肇事肇祸精神病人。1996年6月，该院内建立了金华市强制戒毒所，进行强制戒毒工作。1997年，金华市“110”处警指挥中心开通，此后该院又承担了收治金华市“110”处警送治精神病人的工作。至此，该医院成为同时负责着肇事肇祸精神病人强制医疗、强制戒毒、收治“110”处警送治精神病人的事业单位。
该医院负责金华市肇事肇祸精神病人的强制治疗，以及吸毒人员的强制隔离戒毒等工作。